# 이동저수지
이동저수지는 경기도 용인시 처인구 이동읍 어비리에 있는 저수지이다. '송전저수지'라고도 한다. 1964년에 착공하여 1972년에 준공되었다. 시설관리자는 한국농어촌공사이다.
이동저수지는 경기도내에서 가장 규모가 큰 저수지이다. 이동저수지의 방류수는 진위천을 통하여 아산호로 유입된다. 넓고 맑은 수질을 자랑하고 있으며, 주변 자연경관이 수려하고 낚시하기에 가장 적합하다. 상류쪽은 수심이 얕고 산 아래쪽은 너무 깊기 때문에 릴낚시를 하거나 좌대를 타야한다.

## 저수지 규모
- 유역면적 : 9,300ha
- 저수량 : 20,906천m3
- 관개면적 : 2,156ha

## 시설 제원
- 제방 : 흙댐 (필댐), 길이  660m, 높이 17.5m
- 물넘이 : 게이트식, 길이 30m, 높이 5m

## 같이 보기
- 용인 어비리 삼층석탑 - 경기도 유형문화재 제194호